# 7ns Premis del Cinema Europeu
Els 7ns Premis del Cinema Europeu, presentats per l'Acadèmia del Cinema Europeu, van reconèixer l'excel·lència del cinema europeu. La cerimònia va tenir lloc el 27 de novembre de 1994 al teatre Bar Jeder Vernunft al districte Charlottenburg-Wilmersdorf de Berlín, Alemanya.
A causa de les retallades pressupostàries, l'Acadèmia de Cinema Europeu no va celebrar una fastosa gala de catifa vermella el 1994, sinó que va celebrar la cerimònia de lliurament del premi en circumstàncies modestes diumenge al matí al bar de la revista i la carpa instal·lada al costat. Per la mateixa raó, també va reduir fortament el nombre de premis, atorgant només tres estatuetes Félix de gènere i una obra, que es van complementar amb el premi de la crítica. També per quart any consecutiu, cap pel·lícula espanyola va estar entre les nominades.
Nou llargmetratges foren seleccioants per competir per la millor pel·lícula europea i uns altres nou a la millor pel·lícula nova, entre elles el drama Woyzeck del debutant János Szász, que va guanyar -compartit- el premi a la millor nova pel·lícula europea; els trofeus van ser lliurats als directors per Max von Sydow i Dušan Makavejev. El premi a la trajectòria fou per al director francès Robert Bresson.

## Pel·lícules seleccionades
La millor pel·lícula europea de l'any
1. Auf Wiedersehen Amerika - director: Jan Schütte
2. Caro diario - director: Nanni Moretti
3. Quatre bodes i un funeral dirigit per Mike Newell
4. En el nom del pare - Director: Jim Sheridan
5. Ladybird, Ladybird - director: Ken Loach
6. Lamerica - dirigida per Gianni Amelio
7. Smoking/No Smoking - director: Alain Resnais
8. Tres colors: Blau, Blanc i Vermell - director: Krzysztof Kieślowski
9. Cremat pel sol (Утомлённые солнцем) - director: Nikita Mikhalkov

La millor nova pel·lícula europea de l'any
1. Ap' to hioni - director: Sotiris Goritsas
2. Koix ba koix (Кош ба кош) - director: Bakhtyar Khudojnazarov
3. Le Fils du requin - director: Agnès Merlet
4. Maries Lied: Ich war, ich weiß nicht wo - dirigida per Niko von Glasow.
5. Petits Arranjaments avec les morts - director: Pascale Ferran
6. Abans de la pluja (Пред дождот) dirigida per Milcho Manchevski
7. Senza pelle - director: Alessandro D'Alatri
8. Três Irmãos - Director: Teresa Villaverde
9. Woyzeck - director: János Szász

## Guanyadors i nominats
Els guanyadors estan en fons groc i en negreta.

### Millor pel·lícula europea
| Títol                                                     | Director(s)          | Productor(s)                                            | País    |
| --------------------------------------------------------- | -------------------- | ------------------------------------------------------- | ------- |
| Lamerica                                                  | Gianni Amelio        | Mario Cecchi Gori, Vittorio Cecchi Gori i Enzo Porcelli | Itàlia  |
| En el nom del pare                                        | Jim Sheridan         | Jim Sheridan                                            | Irlanda |
| Tres colors: Blau Tres colors: Blanc Tres colors: Vermell | Krzysztof Kieślowski | Marin Karmitz                                           | /       |

### Millor nova pel·lícula
| Títol             | Director(s)            | Productor(s)                  | País       |
| ----------------- | ---------------------- | ----------------------------- | ---------- |
| Le fils du requin | Agnès Merlet           | Francois Fries                | França     |
| Woyzeck           | János Szász            | Péter Barbalics, László Sipos | Hongria    |
| Kosh ba kosh      | Bakhtyar Khudojnazarov | Bakhtyar Khudojnazarov        | Tajikistan |

### Millor documental
| Resultat                     | Títol             | Director(s)         | País                 |
| ---------------------------- | ----------------- | ------------------- | -------------------- |
| Documental Europeu Guanyador | Anđeli u Sarajevu | Saga-Group Sarajevo | Bòsnia i Hercegovina |

### Premi a la carrera
- Robert Bresson

### Premi FIPRESCI
- Caro diario de Nanni Moretti

## Galeria de guardonats

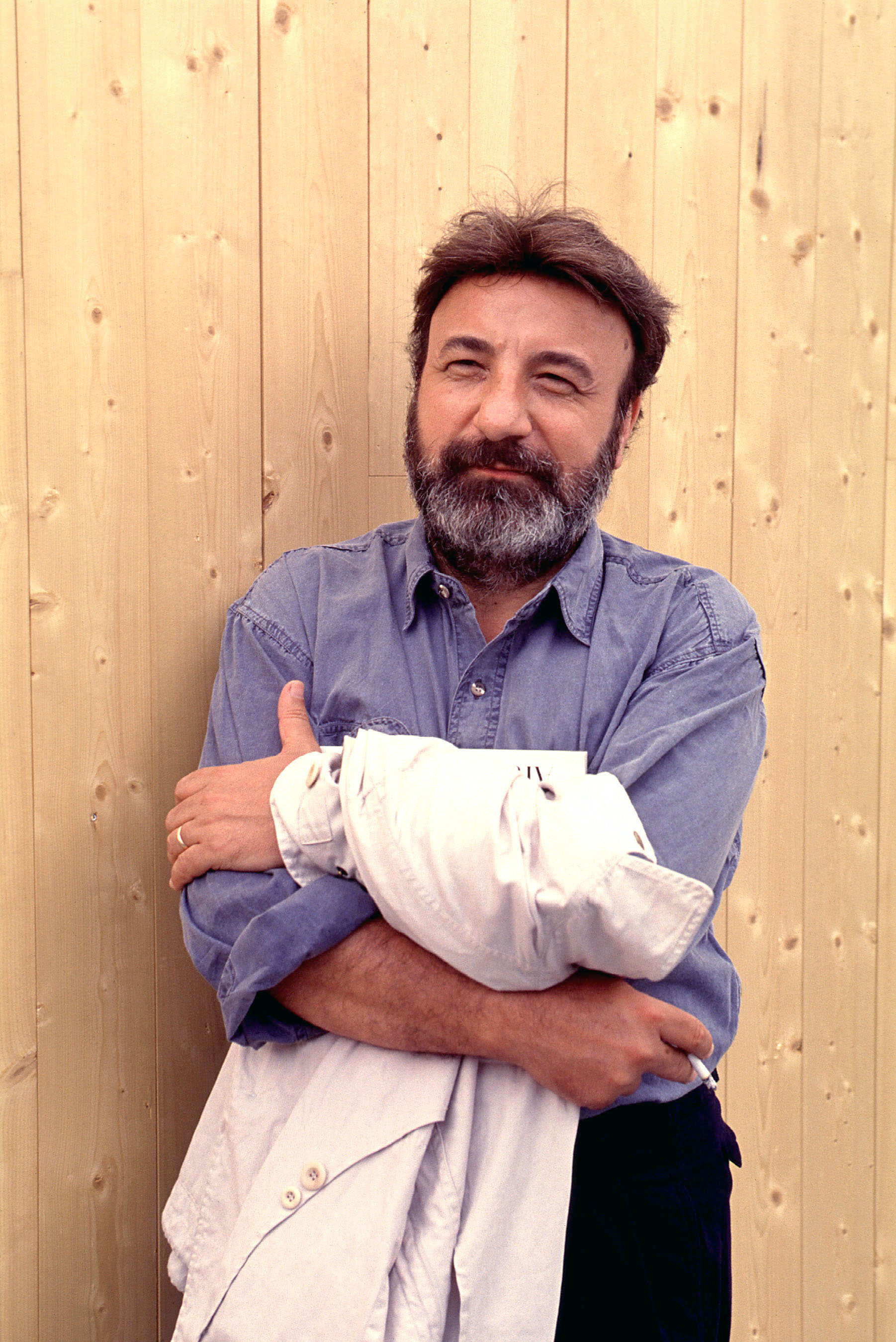
Gianni Amelio, director de "Lamerica" (millor pel·lícula)
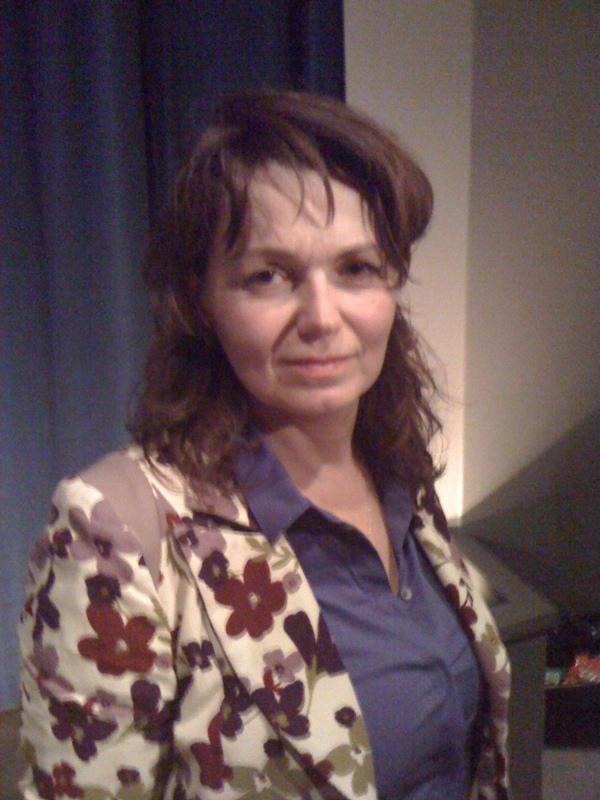
Agnès Merlet, directora de "Le Fils du requin" (millor nova pel·lícula)
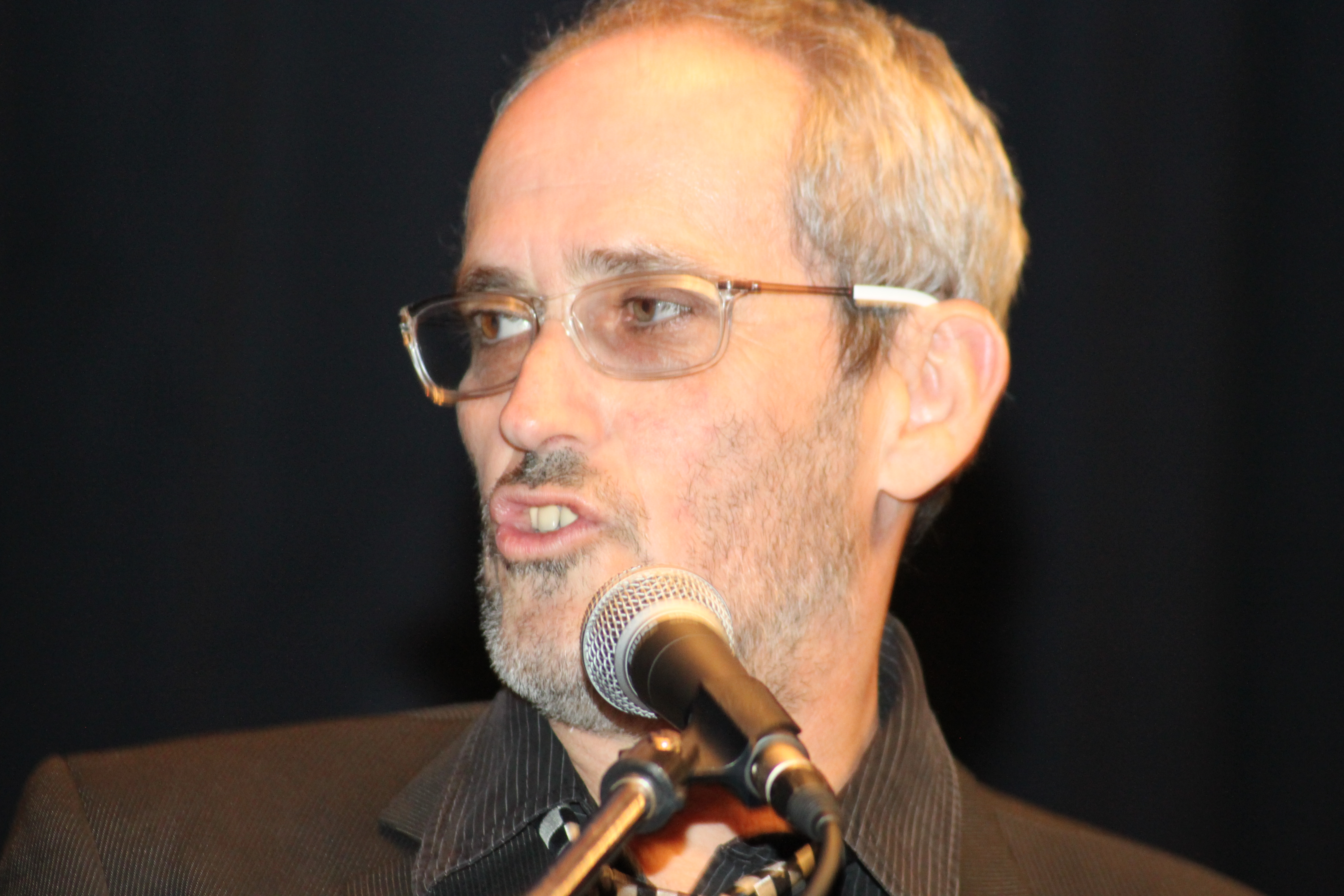
János Szász, director de "Woyzeck" (millor nova pel·lícula)
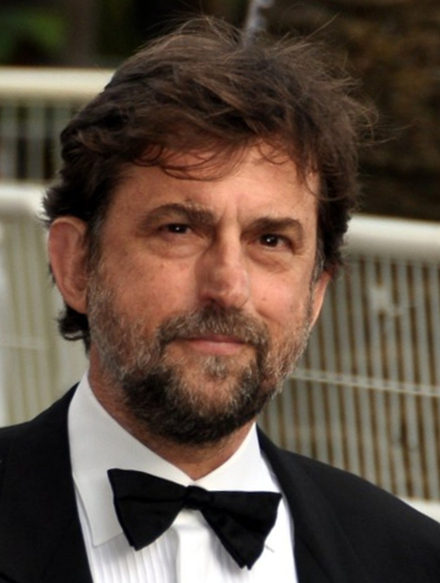
Nanni Moretti, premi Fipresci